# Xarxa Vives d'Universitats

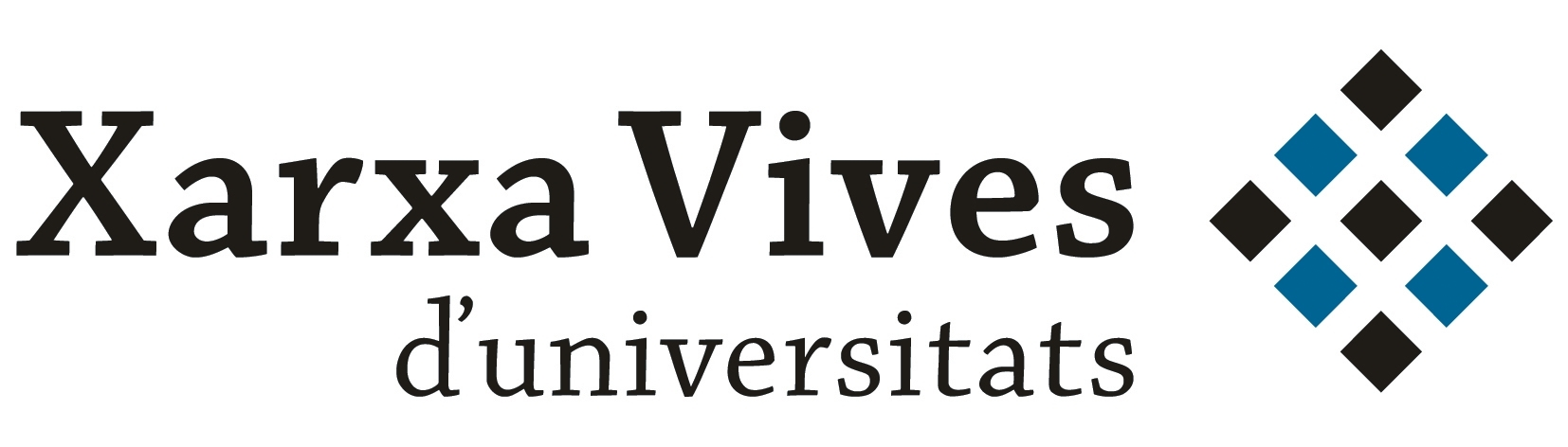
Logo

Xarxa Vives d'Universitats (Nederlands: Vives Netwerk van Universiteiten) is een netwerk van universiteiten en hogeronderwijsinstellingen in gebieden waar Catalaans wordt gesproken. Het doel van het netwerk is de coördinatie van onderwijs, onderzoek en culturele activiteiten, en het normaliseren en bevorderen van het gebruik van de Catalaanse taal. Xarxa Vives d'Universitat is opgericht in 1994 door 13 hogeronderwijsinstellingen. Anno 2022 zijn er 22 universiteiten in 4 landen bij aangesloten. 

## Leden

### Andorra
- Universiteit van Andorra

### Frankrijk
- Universiteit van Perpignan

### Italië
- Universiteit van Sassari

### Spanje
- Abat Oliba CEU Universiteit
- Cardinal Herrera CEU Universiteit
- Internationale Universiteit van Catalonië
- Jaume I Universiteit
- Polytechnische Universiteit van Catalonië
- Ramon Llull Universiteit
- Roviri i Virgili Universiteit
- Autonome Universiteit van Barcelona
- Universiteit van Lerida
- Open Universiteit van Catalonië
- Polytechnische Universiteit van Valencia
- Universiteit van Barcelona
- Pompeu Fabra Universiteit
- Universiteit van Alicante
- Universiteit van de Balearen
- Universiteit van Elche
- Universiteit van Girona
- Universiteit van Valencia
- Universiteit van Vic

Aurora ·
CEMS ·
CESAER · 
CLUSTER · 
Coimbragroep · 
EUA · 
Europaeum · 
IDEA League · 
Ivy League · 
LERU · 
Santandergroep · 
TIME · 
UNICA · 
Utrecht Network · 
Xarxa Vives d'Universitats